# Västra Bispgården
Västra Bispgården est une localité de Suède dans la commune de Ragunda située dans le comté de Jämtland.
Sa population était de 459 habitants en 2019.